# Compsothespis brevipennis
Compsothespis brevipennis är en bönsyrseart som beskrevs av Atilio Lombardo 1989. Compsothespis brevipennis ingår i släktet Compsothespis och familjen Amorphoscelidae. Inga underarter finns listade i Catalogue of Life.